# Die Säule der Unendlichkeit
Die Säule der Unendlichkeit oder Die endlose Säule (rumänisch Coloana Infinitului) ist eine Skulptur des rumänischen Künstlers Constantin Brâncuși. Sie ist Teil eines dreiteiligen Monumentalensembles in Târgu Jiu, bestehend aus der „Säule der Unendlichkeit“, dem „Tor des Kusses“ und dem „Tisch des Schweigens“, die allesamt von Brâncuși entworfen und verwirklicht wurden. Die Säule, die am 27. Oktober 1938 eingeweiht wurde, ist 29,35 Meter hoch und besteht aus 16 überlappenden oktaedrischen Modulen. Die Säule hat am unteren und oberen Ende jeweils ein halbes Modul und steht auf einem fünf Meter tiefen Fundament.
Anfang der 1950er Jahre wollten die kommunistischen Behörden der Stadt Târgu Jiu die Säule abbauen, um ein Wohnviertel hier zu errichten. Das Vorhaben wurde letztlich von der Bukarester Behörde gestoppt.
Die Skulptur ist eine stilistische Rekonstruktion der für den Süden Rumäniens typischen Grabsäulen. Die ursprüngliche Bezeichnung lautete „Die Säule endloser Dankbarkeit“ und wurde zum Gedenken der rumänischen Soldaten errichtet, die bei den Kämpfen am Ufer des Flusses Jiu während des Ersten Weltkrieges gefallen sind.
Im Juli 2024 wurde das Skulpturen-Ensemble in die Liste des UNESCO-Welterbes aufgenommen.